# Jan Christiaan ten Noever
Jan Christiaan ten Noever, né le 2 décembre 1752 à Lingen et mort le 17 novembre 1814 à Leyde, est un homme politique néerlandais.

## Biographie
Installé à Woerden et fervent patriote, il y fonde le journal De Zuid-Hollandsche Courant en 1780. Après la répression de la Révolution batave par les Prussiens en septembre 1787, Noever fuit les Provinces-Unies et se réfugie en France, à Dunkerque.
En octobre 1792, il rejoint le comité révolutionnaire batave, réunissant les patriotes bataves exilés en France afin de pousser les Français à libérer leur territoire. Lorsque les troupes françaises conquièrent les Provinces-Unies en janvier 1795, Noever devient membre de la nouvelle municipalité de Woerden. Le 18 avril 1796, il devient député de Bodegraven en remplacement de Michael Hendrik Witbols, nommé à la commission constitutionnelle. Son mandat se termine avec celui de la commission, le 10 novembre suivant.
En 1798, il est élu au conseil départemental du Rhin puis il entre au tribunal de grande instance du département de Gueldre en octobre 1802. Il devient ensuite contrôleur des postes à Leyde, où il meurt le 17 novembre 1814. Il est enterré à Woerden.